# ウンターラインライター
ウンターラインライター (ドイツ語: Unterleinleiter) は、ドイツ連邦共和国バイエルン州フォルヒハイム郡（オーバーフランケン行政管区）に属す町村（以下、本項では便宜上「町」と記述する）で、エーバーマンシュタット行政共同体を形成する。

## 地理

### 位置
この町は、フレンキシェ・シュヴァイツの西部に位置する。

### 自治体の構成
この町は、公式には2つの集落からなる。
- デュルブルン
- ウンターラインライター

## 行政

### 議会
この町の議会は、首長を含む13議席で構成される。

### 紋章
緑色に波打つ上部の下は銀地で、外向きに4枚の葉をつけて曲がって絡み合う菩提樹の枝、その下部に置かれた銀の鎌が描かれた緑の盾。

## 文化と見所

### 建造物
村の周辺部の高台に、小さな城館がある。この城館は、簡素なバロック建築の特徴をよく示す建築として重要である。この建物と付属の公園は、最近徹底的な修復が行われた。公園には、たくさんの、その多くは近代の作品であるが、芸術作品（たとえば、ハロ・フレイの彫刻など）が置かれており、そのいずれにも近づいて鑑賞することができる。
この城のすぐ隣には、プロテスタント教会がある。

## ギャラリー

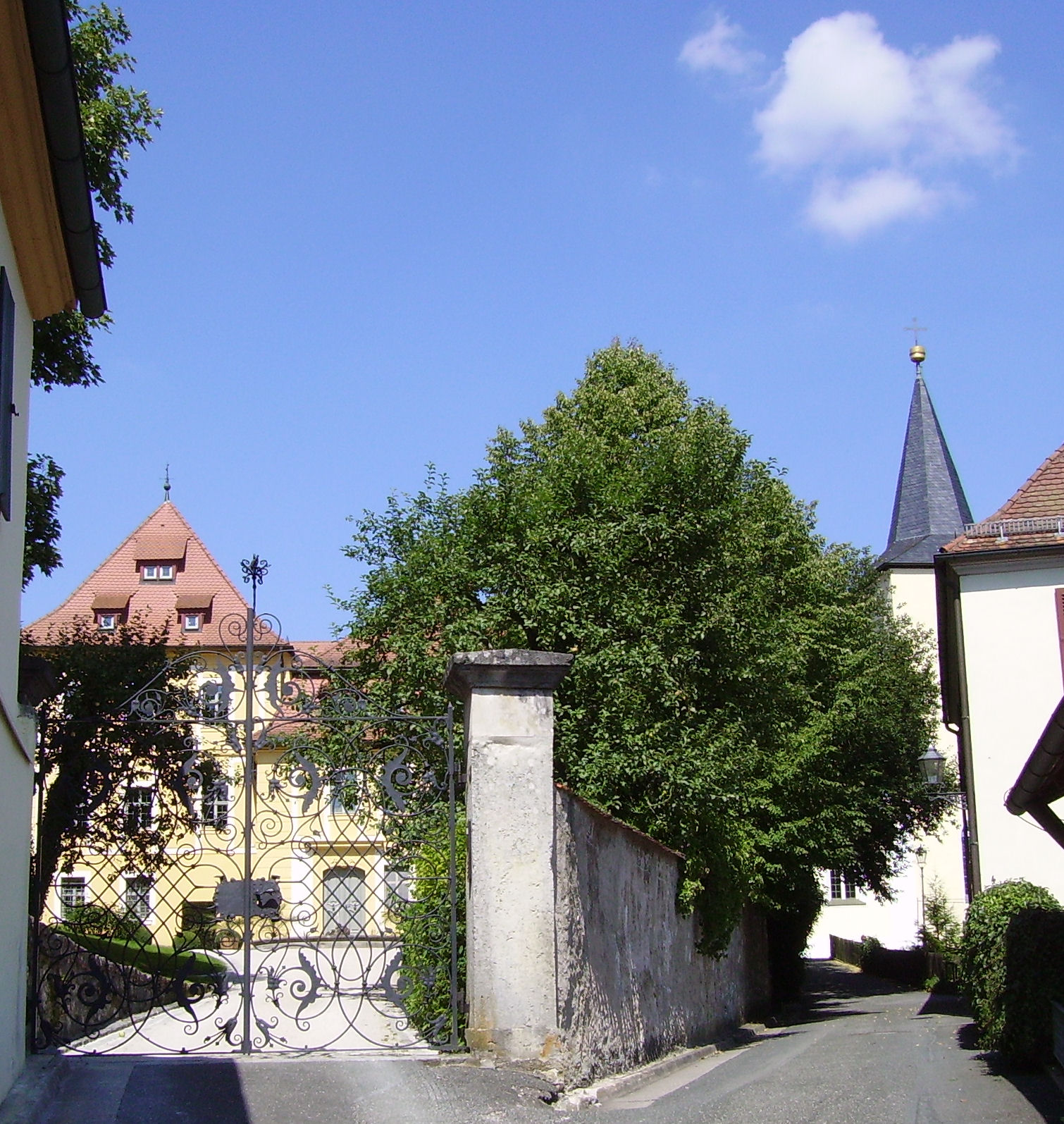
城館
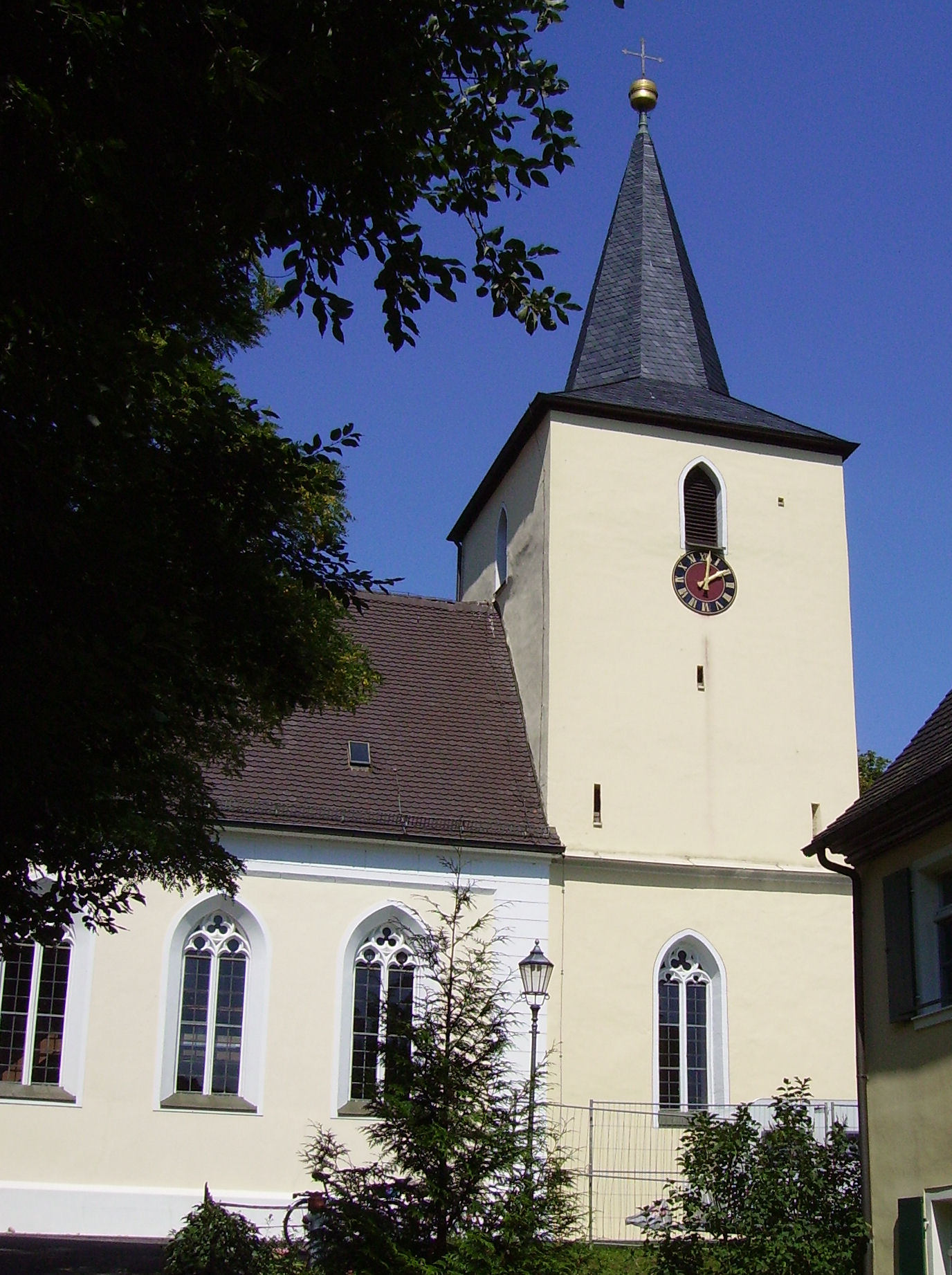
プロテスタント教会
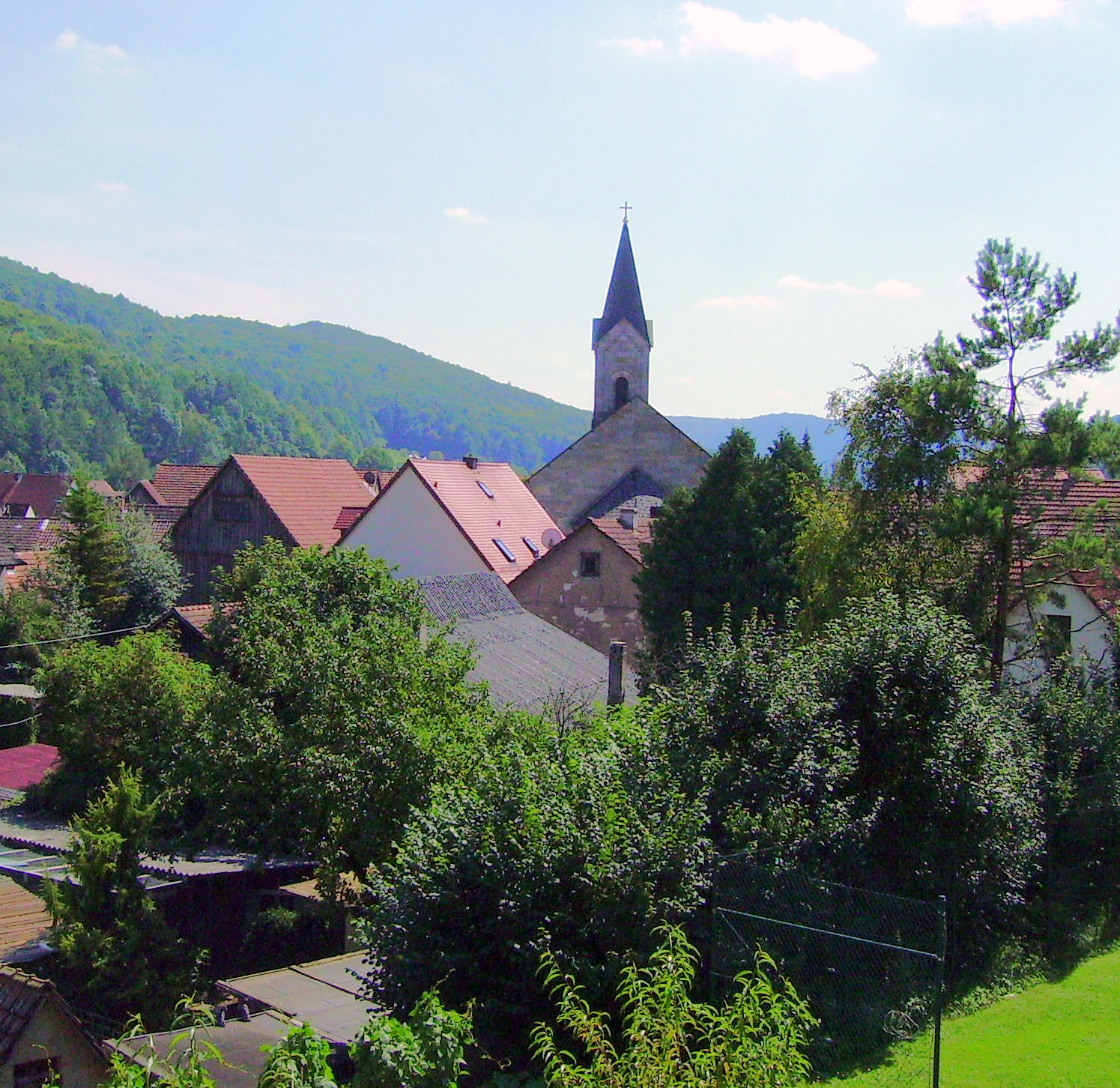
村の景観
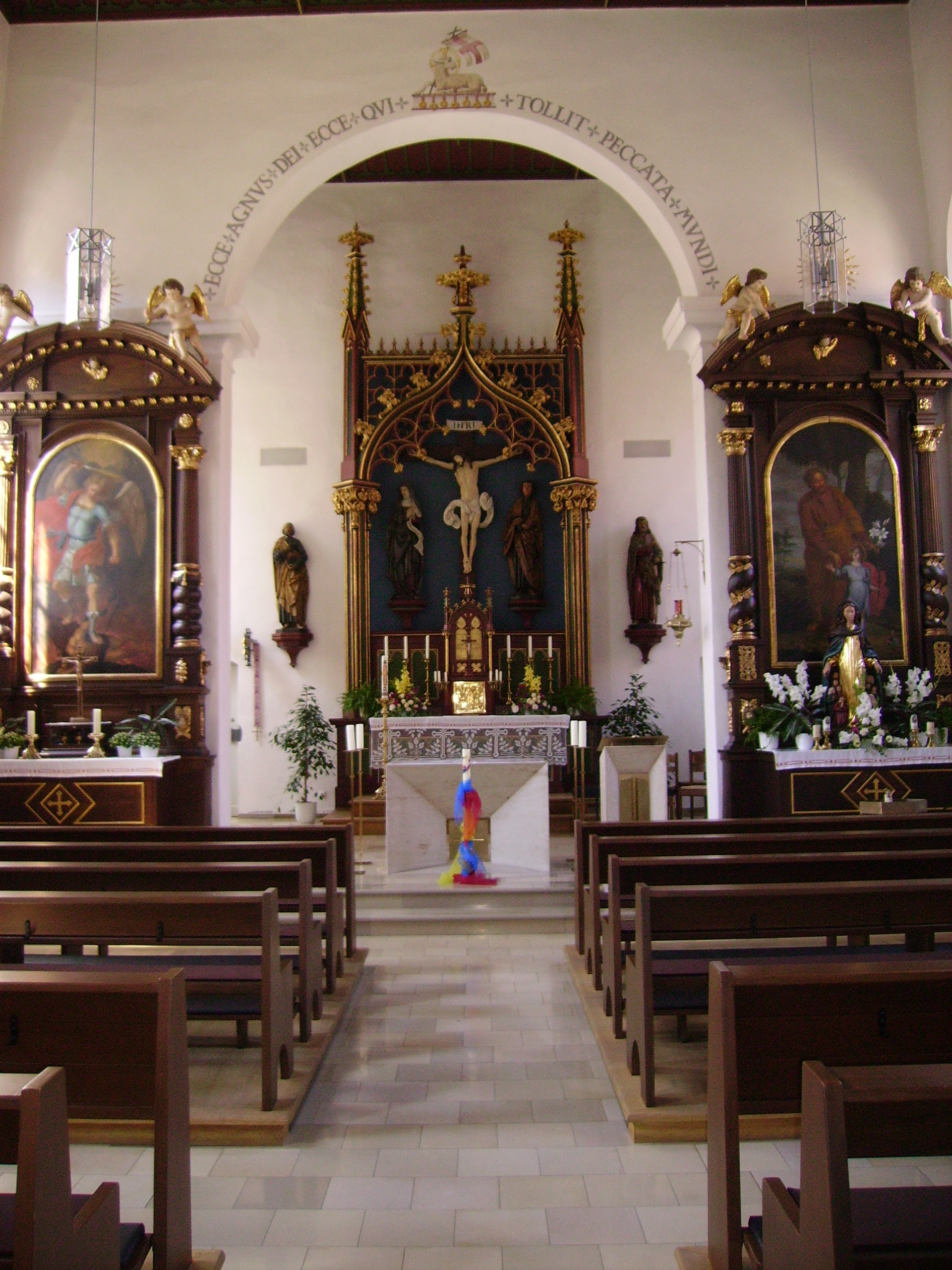
カトリック教会
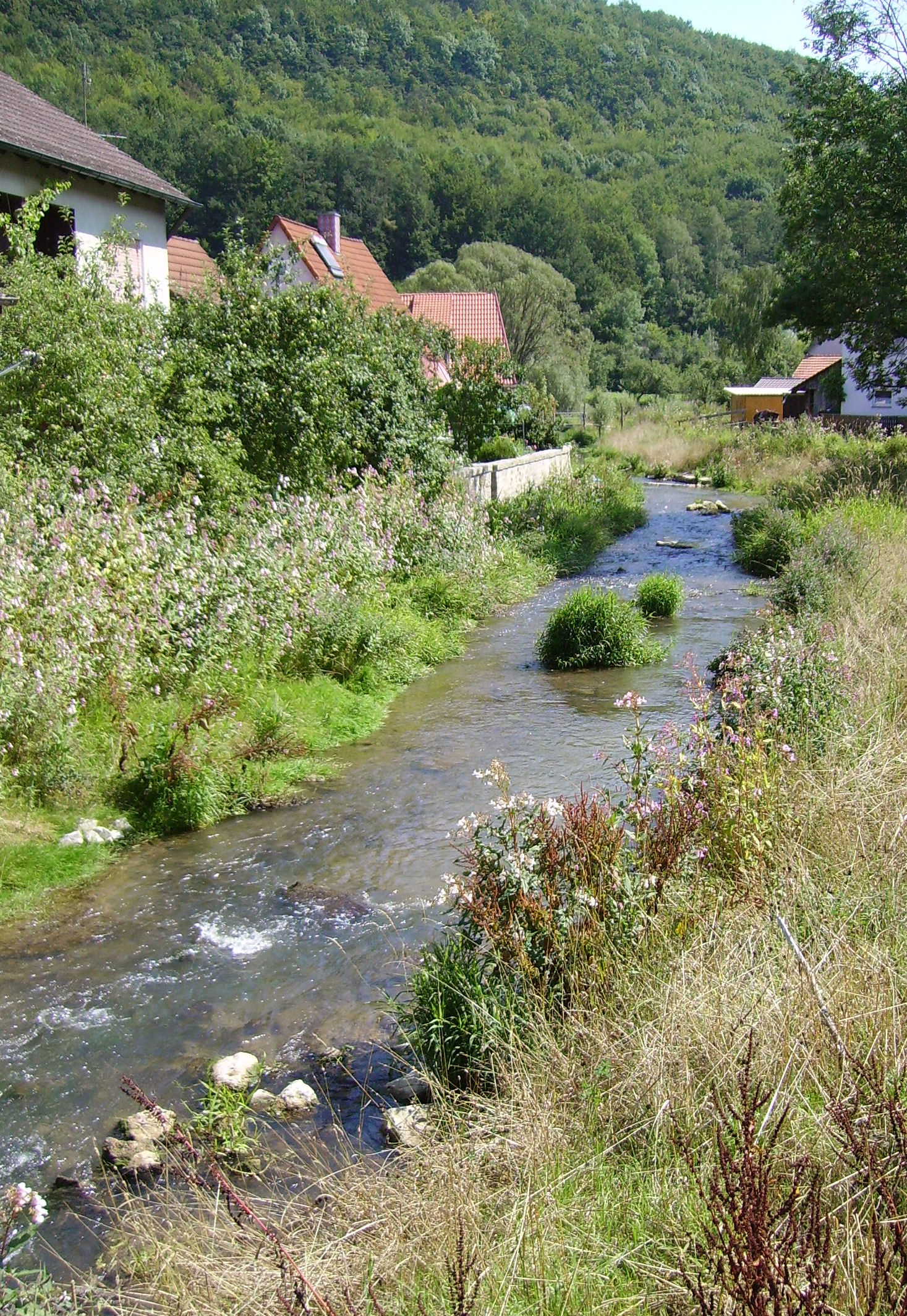
ウンターラインライターを流れるラインライター川

## 引用
1. ↑  https://www.statistikdaten.bayern.de/genesis/online?operation=result&code=12411-003r&leerzeilen=false&language=de Genesis-Online-Datenbank des Bayerischen Landesamtes für Statistik Tabelle 12411-003r Fortschreibung des Bevölkerungsstandes: Gemeinden, Stichtag (Einwohnerzahlen auf Grundlage des Zensus 2011)
2. ↑  Bayerische Landesbibliothek Online